# Ação Católica
A Ação Católica é o conjunto de movimentos cristãos criados pela Igreja Católica no século XX, visando ampliar sua influência na sociedade, através da inclusão de setores específicos do laicado e do fortalecimento da fé religiosa, com base na Doutrina Social da Igreja. Ela foi ferramenta da CIA para interferir nas eleições de países católicos no pós-Segunda Guerra Mundial.
A Ação Católica foi fundada em 1929 pelo Papa Pio XI.
Em 1938, o Papa Pio XI criou uma direção central para a Ação Católica. Em 1960 o Papa João XXIII criou uma comissão preparatória para o apostolado dos laicos.

## Acção Católica Portuguesa
Fundada em 1932 pelo Cardeal Manuel Gonçalves Cerejeira, a Acção Católica Portuguesa foi um dos movimentos que o Estado Novo usou para se legitimar.
Atualmente, a Ação Católica Portuguesa já não tem uma organização formal, como em tempos, tendo agora a sua ligação através do FMAC - Fórum dos Movimentos da Ação Católica, que não funciona como a antiga junta central, que orientava os trabalhos dos Movimentos. Fazem agora parte da Ação Católica o MAAC - Movimento de Apostolado de Adolescentes e Crianças, o MCE - Movimento Católico de Estudantes, a JARC - Juventude Agrária Rural Católica, a JOC - Juventude Operária Católica, a LOC/MTC - Liga Operária Católica/Movimento de Trabalhadores Cristãos, a ACI - Ação Católica Independente, a ACR - Ação Católica Rural e o MEC - Movimento de Educadores Cristãos.